# Salango
Salango es una parroquia rural del cantón Puerto López, se encuentra ubicada al sur de la Provincia de Manabí (Ecuador). Tiene una población de 4534 habitantes, el presidente del Gobierno Autónomo Descentralizado Parroquial Rural Salango para el Periodo 2019-2023 es el Sr. Pedro Soledispa Castillo

## Extensión y Límites
Salango tiene una extensión de 88 km² Sus límites son:
-Al Norte con el Cantón Puerto López
-Al sur con la Provincia de Santa Elena
-Al Este con el Cantón Puerto López
-Al oeste con el Océano Pacífico.

## División política
La Parroquia Salango esta divido en dos Comunas Ancestrales
-Comuna Salango ( Cabecera Parroquial Salango, Recinto Rio Chico)
-Las Tunas (Las Tunas, Puerto Rico, Las Cabañas y Ayampe)

## Clima
El clima de la parroquia presenta periodos cálidos intensos, de alta pluviosidad y elevación anormal del nivel medio del mar, asociados a la presencia del fenómeno de “El Niño” con su consecuente sobrecalentamiento de las aguas del océano.
Existe la presencia del bosque húmedo tropical y seco premontano en los lugares por donde pasa la Cordillera Chongón Colonche (Mapa Bioclimático y Ecológico del Ecuador). 

## Hitos Históricos de la Parroquia
- La Parroquia Salango se relata por primera vez en la descripción que hace el cronista Francisco de Jerez acerca del viaje de exploración del piloto mayor Bartolomé Ruiz, en 1526, donde describe a la costa ecuatoriana y constituye una verdadera mina de información sobre la organización social, comercio, tecnología, cultos y costumbres de Salango.
- Salango es definido como centro ceremonial en que se habría procesado cantidades considerables de concha. Por su parte, la Isla de la Plata, sitio investigado por Dorsey, Norton y Marcos, es también descrita como adoratorio, y como puerto de comercio y de redistribución de conchas sagradas. Se destaca una presencia humana considerablemente temprana en el lugar (3600-1800 a. C. o Valdivia temprano), así como una posible ocupación inca en épocas tardías.
- Los primeros pobladores Salanguense de la Edad Antigua como los actuales contemporáneos, se sintieron atraídos por las mismas condiciones físicas, naturales y favorables para las actividades agricultoras y pesqueras, registradas desde mediados del siglo XVIII, donde se empezó con la actividad de producción de café, tagua y la pesca con redes de tierra.
- Esto conllevó a organizarse comunitariamente desde el año 1937 con la fundación de la Comuna de Las Tunas y en 1953 con el Sindicato De Pescadores De Salango, institución que marcó un precedente de organización social participativa, considerando que el 95 % de la población se dedicaba a la actividad pesquera con grandes bongos impulsados por los remos con la fuerza de los pescadores.
- En 1910, en los registros históricos de la bandera de Jipijapa se menciona a la empresa estadounidense “Salango Export Company” y su pretensión de apropiarse de la isla de Salango, acción que fue rechazada por la sociedad de obreros Parrales y Guales y la población de Salango.
- En los años 60 disminuyó considerable la agricultura y el suelo fértil de todas las poblaciones, por causa de 7 años de sequía continuas, lo que causó una migración masiva de la población a las ciudades.
- A principios de los 70 se construye por primera vez la carretera de verano facilitando el comercio y el traslado de enfermos a poblaciones más grandes, y es asfaltada en los años 79.
- En el año de 1974 se asienta la Empresa de Harina de Pescado La Polar.

-en el año 1979 se funda la Comuna Salango y en el mismo año se crea el Parque Nacional Machalilla, incluyendo dentro de sus límites a la Isla de Salango.
- En la década de los años 80 comienza la actividad turística con la inauguración del museo y zoológico “Salango”, restaurantes y hosterías a lo largo de la Parroquia.
- Salango se caracteriza, por realizar actividades ancestrales como la recolección de frutos (tagua), pesca selectiva de buceo a pulmón, y actividades generales como pesca artesanal, agricultura y servicios turísticos.

## Parroquialización de Salango
La parroquialización: El 3 de mayo de 1995 un grupo de ciudadanos se auto convocaron a una reunión formal para cristalizar el anhelado sueño de convertirse en parroquia rural del floreciente cantón Puerto López, quedando conformada de la siguiente manera.
Sergio Acuña                            Presidente
Washington Asencio                      Vicepresidente
Faustino Loor                           Vicepresidente
Martín Guale                            Secretario
Celestino Baque                         Tesorero
Benito Jaramillo                        Coordinador
Samuel Baque                            Prosecretario
Esta comitiva presentó el proyecto a las autoridades municipales, quienes discutieron el proyecto y luego de intensos debates lo aprueba en dos sesiones el 30 de junio y el 28 de julio de 1995 luego de dar paso a la reforma del 13, 19 y 21 de julio del 1996 y del informe favorable de la comisión de límites internos de la república de Ecuador CELIR con base en los informes favorables del Consejo provincial de Manabí en la sesión ordinaria del 26 de octubre de 1995. El Ministerio de gobierno con acuerdo ministerial n.º 0452 del 5 de agosto de 1996 y posterior publicación en el registro oficial n.º 007 del 20 de agosto de 1996, crea la parroquia Rural Salango del Cantón Puerto López, en el Provincia de Manabí. 
Texto principal de la creación de la parroquia Salango: 
El Ilustre Concejo Cantonal de Puerto López
Considerando:
Que, es deber del Municipio de Puerto López establecer un adecuado ordenamiento jurisdiccional parroquial en el cantón, a fin de facilitar el control y atención político administrativo.                                                                                                                                           Qué, en el sector se encuentran ubicadas las importantes comunas Salango y las Tunas, con sus correspondientes poblaciones adyacentes en un importante factor económico, político, cultural, turístico y demográfico.
Que, la ubicación geografía, extensión territorial, características de equipamiento e infraestructura de este sector, con su principal comuna Salango, permiten que pueda constituirse en un centro administrativo parroquia. 
Que la comisión de límites internos CELIR, ha remitido a esa municipalidad la demarcación de los límites y demarcación natural que corresponde a la nueva parroquia a elegirse
```
   En uso de sus facultades crea la nueva parroquia rural: Salango del cantón puerto López en la Provincia de Manabí.
```

En sus inicios la designación del cargo de presidente de la Junta parroquial estuvo a cargo del municipio dignidad que recayó en el Sr. Benito Jaramillo, luego el Sr. Alfreddo Acuña, en el año 2000 asume por elección popular el Biólogo Rodolfo Baque en el 2002 SR. Alfredo Acuña el 2005 el Dr. Martín Guale el 2009 el Guía Naturalista Freddy Pincay y en 2014 se posesiono el Sr. Marcelino Soledispa fallecido  tuvo que asumir la Presidencia la Sra. Celia Pincay Saurez y actualmente el presidente de la Gobierno Autónomo Descentralizado Parroquial Rural Salango es el señor Pedro Soledispa hasta el 2023.

## Símbolos de la Parroquia Salango

### Himno de Salango
https://www.youtube.com/watch?v=X4ys-l_4Q0I
HIMNO DE SALANGO 
Autor: Lcdo. José David Márquez Zambrano
Compositor: Lcdo. José David Márquez Zambrano 
Coautor e Intérprete: Sr. Jimmy Fernando Reyes Jara 
CORO 
¡Hoy saludo a mi tierra, oh Salango! 
Con orgullo, respeto y honor; 
Es tu historia un presente y futuro, 
Junto a Dios, con tu pueblo y valor. 
ESTROFA 
I
¡Oh Comarcas Manteños que un día! 
Navegastes en tus balsas aquí, 
Y encontraste el manjar de los dioses, 
Y a ese mar insondable de amor. 
Es tu Isla un guardián silencioso, 
Que atesora un acuario de especies, 
El Spondylus, marca tu historia. 
Cual balénidos danzando están. 
II 
¡Es Salango, tierra milenaria! 
¡Salangome!, pendón de la historia, 
¡Es Salango, tierra hospitalaria!,
Que a la vista del mundo está. 
Tu mujeres hermosas cual flores, 
Dan la tónica dulce de armonía, 
Junto al hombre que pesca y labra, 
Junto al niño, futuro de paz.

### Bandera y Escudo
https://upload.wikimedia.org/wikipedia/commons/5/50/HIMNO_DE_SALANGO.pdf

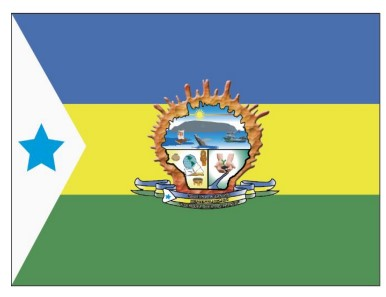

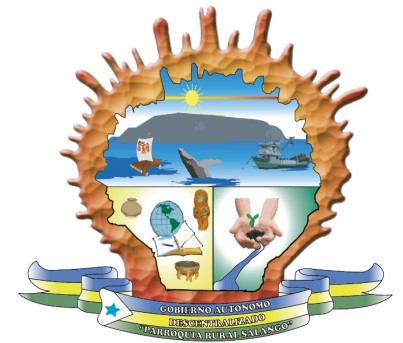

El escudo de la Parroquia Salango fue diseñado por el Ing. Jairo Loor Anchundia. quien a su vez fue el creador de la bandera; cada color representa a al pueblo Salanguense, el azul que representa el mar de donde proviene la economía de la mayor parte de la población, el amarillo, su hermosa cultura que trasciende por más de 5.000 años. el verde, representa a toda la diversidad de fauna que existe en el medio.